# Euphorbia kelleri
Euphorbia kelleri es una especie fanerógama perteneciente a la familia de las euforbiáceas.  Es originaria de  Somalia.

## Descripción
Es un arbusto leñoso densamente ramificado, que alcanza un tamaño de1-5 m de altura; con los nuevos brotes delgados; las hojas estrechamente oblongo-lanceoladas de 30-80 x 4-12 mm o ampliamente cuneadas-espatuladas de 23 x 14 mm; no espinosas.

## Ecología
Se encuentra en suelos de limo y arcilla arenosa en los matorrales abiertos de Acacia-Commiphora; a una altitud de 145-400 metros.

## Taxonomía
Euphorbia kelleri fue descrita por Ferdinand Albin Pax y publicado en Bulletin de l'Herbier Boissier 6: 739. 1898.
Etimología
Euphorbia: nombre genérico que deriva del médico griego del rey Juba II de Mauritania (52 a 50 a. C. - 23), Euphorbus, en su honor – o en alusión a su gran vientre –  ya que usaba médicamente Euphorbia resinifera. En 1753 Carlos Linneo asignó el nombre a todo el género.
kelleri: epíteto otorgado  en honor del naturalista austriaco A.Keller (1878-1904), recolector de plantas en Somalia.
Sinonimia
- Euphorbia kelleri var. kelleri[6][7]